# Mario Lovati
Mario Lovati (Milano, 11 gennaio 1917 – ...) è stato un calciatore italiano, di ruolo difensore.

## Carriera
Giocò una stagione in Serie A nella Fiorentina, dove rimase fino al 1945. Giocò anche nella Pavese, per una stagione.